# Tetracanthella brachyura
Tetracanthella brachyura är en urinsektsart som beskrevs av Bagnall 1949. Tetracanthella brachyura ingår i släktet Tetracanthella och familjen Isotomidae. Arten är reproducerande i Sverige. Inga underarter finns listade i Catalogue of Life.